# Azzedine Ounahi
Azzedine Ounahi (in arabo عز الدين أوناحي‎?; Casablanca, 19 aprile 2000) è un calciatore marocchino, centrocampista dell'Olympique Marsiglia e della nazionale marocchina.

## Biografia
È cugino da parte di madre di Reda Mhannaoui, a sua volta calciatore.

## Caratteristiche tecniche
Partito come centrocampista offensivo, e in seguito impiegato anche come ala, si è poi imposto nel ruolo di mezzala. Dotato di un'ottima resistenza fisica (a dispetto della corporatura) e notevoli doti tecniche, si è distinto per uno stile di gioco elegante ed elusivo, dovuto alla sua agilità e alle sue capacità di controllo e distribuzione della palla. Inoltre, risulta efficace anche nella fase difensiva grazie alla sua intelligenza tattica, utile nelle fasi di pressing e nel recupero del possesso.
Ha dichiarato di ispirarsi ad Andrés Iniesta.

## Carriera

### Club
Nato a Casablanca, Ounahi inizia a giocare nella scuola calcio locale del Derb Cosmos, per poi passare al Raja Club Athletic nel 2010. Dopo essersi fatto notare nelle formazioni giovanili delle Aquile Verdi, nel 2015 entra a far parte dell'Académie Mohammed VI, centro di formazione nazionale istituito dall'omonimo re del Marocco a Rabat.
Nel 2018, il centrocampista approda in Francia, venendo ingaggiato dallo Strasburgo. Qui, viene aggregato alla squadra riserve della formazione alsaziana, con cui gioca per due anni, senza però debuttare in prima squadra, né ricevere un'offerta per un contratto da professionista: rimane dunque svincolato nel 2020.
Nell'estate dello stesso anno, Ounahi trova un accordo con l'Avranches, squadra del Championnat National. Dopo essersi messo in mostra con la formazione della Manica lungo la stagione 2020-2021, il 14 luglio 2021 viene acquistato dall'Angers, in Ligue 1, con cui firma un contratto quadriennale.
Quindi, debutta in massima serie il 15 agosto seguente, sostituendo il connazionale Sofiane Boufal al 75º minuto del match contro l'Olympique Lione: appena due minuti dopo, segna il suo primo gol da professionista, mettendo a referto la rete del definitivo 3-0 a favore della sua squadra. Nella sua prima stagione con la formazione angioina, Ounahi colleziona 33 presenze e due reti, contribuendo alla salvezza della squadra. Nell'agosto del 2022, rinnova il proprio contratto con l'Angers fino al 30 giugno 2026.
Dopo aver attirato l'attenzione di diversi club europei durante i Mondiali del 2022, il 29 gennaio 2023 Ounahi passa ufficialmente all'Olympique Marsiglia, sempre in Ligue 1, per circa dieci milioni di euro, firmando un contratto valido fino al 30 giugno 2027. Tre giorni dopo, il 1º febbraio, il centrocampista fa il suo debutto con la formazione provenzale, sostituendo Alexis Sánchez al 74º minuto della partita di campionato contro il Nantes: nell'occasione, segna anche il gol dello 0-2 finale.
Il 4 settembre 2024 viene ceduto in prestito al Panathīnaïkos.

### Nazionale
Nel 2018, ha giocato alcune partite con la nazionale marocchina Under-20.
Nel dicembre del 2021, ha ricevuto dal CT Vahid Halilhodžić la sua prima convocazione in nazionale maggiore, venendo incluso nella rosa per la Coppa delle nazioni africane 2021 in Camerun. Esordisce quindi con i Leoni dell'Atlante il 10 gennaio 2022, giocando da titolare nella prima partita della fase a gironi contro il Ghana, vinta per 1-0. Prende parte anche alle gare successive contro Comore (2-0) e Gabon (2-2): il Marocco viene infine eliminato ai quarti di finale per mano dell'Egitto.
Il 29 marzo seguente, dopo essere rimasto in panchina nell'andata dello spareggio di qualificazione ai Mondiali del 2022 contro la Repubblica Democratica del Congo, realizza le sue prime due reti per il Marocco nella gara di ritorno, contribuendo così al successo finale per 4-1 e alla qualificazione della nazionale marocchina alla rassegna iridata.
Nel novembre del 2022, viene incluso dal nuovo CT della nazionale, Walid Regragui, nella lista dei convocati per il campionato mondiale in Qatar. Durante la competizione, Ounahi si distingue come uno dei principali protagonisti delle sorprendenti prestazioni del Marocco, mettendosi in mostra soprattutto nelle vittorie, rispettivamente, contro la Spagna agli ottavi di finale (3-0 d.c.r.) e contro il Portogallo ai quarti di finale (1-0). Dopo l'eliminazione in semifinale per mano della Francia (2-0), il Marocco conclude il torneo al quarto posto, in seguito alla sconfitta nell'ultima partita contro la Croazia (2-1).
In seguito al risultato storico ottenuto al Mondiale, nel dicembre successivo Ounahi e il resto della rosa marocchina sono stati insigniti dell'Ordine del Trono durante un ricevimento al Palazzo Reale di Rabat.

## Statistiche

### Presenze e reti nei club
Statistiche aggiornate al 6 ottobre 2024.
| Stagione            | Squadra             | Campionato          | Campionato | Campionato | Coppe nazionali | Coppe nazionali | Coppe nazionali | Coppe continentali | Coppe continentali | Coppe continentali | Altre coppe | Altre coppe | Altre coppe | Totale | Totale |
| Stagione            | Squadra             | Comp                | Pres       | Reti       | Comp            | Pres            | Reti            | Comp               | Pres               | Reti               | Comp        | Pres        | Reti        | Pres   | Reti   |
| ------------------- | ------------------- | ------------------- | ---------- | ---------- | --------------- | --------------- | --------------- | ------------------ | ------------------ | ------------------ | ----------- | ----------- | ----------- | ------ | ------ |
| 2018-2019           | Strasburgo 2        | N3                  | 20         | 0          |                 | -               | -               |                    | -                  | -                  |             | -           | -           | 20     | 0      |
| 2019-2020           | Strasburgo 2        | N3                  | 15         | 1          |                 | -               | -               |                    | -                  | -                  |             | -           | -           | 15     | 1      |
| Totale Strasburgo 2 | Totale Strasburgo 2 | Totale Strasburgo 2 | 35         | 1          |                 | -               | -               |                    | -                  | -                  |             | -           | -           | 35     | 1      |
| 2020-2021           | Avranches           | N                   | 27         | 5          | CF              | 1               | 0               |                    | -                  | -                  |             | -           | -           | 28     | 5      |
| 2021-2022           | Angers              | L1                  | 32         | 2          | CF              | 1               | 0               |                    | -                  | -                  |             | -           | -           | 33     | 2      |
| 2022-gen. 2023      | Angers              | L1                  | 15         | 0          | CF              | 0               | 0               |                    | -                  | -                  |             | -           | -           | 15     | 0      |
| Totale Angers       | Totale Angers       | Totale Angers       | 47         | 2          |                 | 1               | 0               |                    | -                  | -                  |             | -           | -           | 48     | 2      |
| gen.-giu. 2023      | Olympique Marsiglia | L1                  | 7          | 1          | CF              | 2               | 0               | UCL                | -                  | -                  | -           | -           | -           | 9      | 1      |
| 2023-2024           | Olympique Marsiglia | L1                  | 21         | 2          | CF              | 0               | 0               | UCL+UEL            | 2+12               | 0+0                | -           | -           | -           | 35     | 2      |
| Totale Marsiglia    | Totale Marsiglia    | Totale Marsiglia    | 28         | 3          |                 | 2               | 0               |                    | 14                 | 0                  |             | -           | -           | 44     | 3      |
| 2024-2025           | Panathīnaïkos       | SL                  | 4          | 0          | CG              | 0               | 0               | UECL               | 1                  | 0                  |             | -           | -           | 5      | 0      |
| Totale carriera     | Totale carriera     | Totale carriera     | 141        | 11         |                 | 4               | 0               |                    | 15                 | 0                  |             | -           | -           | 160    | 11     |

### Cronologia presenze e reti in nazionale
| Cronologia completa delle presenze e delle reti in nazionale ― Marocco | Cronologia completa delle presenze e delle reti in nazionale ― Marocco | Cronologia completa delle presenze e delle reti in nazionale ― Marocco | Cronologia completa delle presenze e delle reti in nazionale ― Marocco | Cronologia completa delle presenze e delle reti in nazionale ― Marocco | Cronologia completa delle presenze e delle reti in nazionale ― Marocco | Cronologia completa delle presenze e delle reti in nazionale ― Marocco | Cronologia completa delle presenze e delle reti in nazionale ― Marocco |
| Data                                                                   | Città                                                                  | In casa                                                                | Risultato                                                              | Ospiti                                                                 | Competizione                                                           | Reti                                                                   | Note                                                                   |
| ---------------------------------------------------------------------- | ---------------------------------------------------------------------- | ---------------------------------------------------------------------- | ---------------------------------------------------------------------- | ---------------------------------------------------------------------- | ---------------------------------------------------------------------- | ---------------------------------------------------------------------- | ---------------------------------------------------------------------- |
| 10-1-2022                                                              | Yaoundé                                                                | Marocco                                                                | 1 – 0                                                                  | Ghana                                                                  | Coppa d'Africa 2021 - 1º turno                                         | -                                                                      | 90’                                                                    |
| 14-1-2022                                                              | Yaoundé                                                                | Marocco                                                                | 2 – 0                                                                  | Comore                                                                 | Coppa d'Africa 2021 - 1º turno                                         | -                                                                      | 90’                                                                    |
| 18-1-2022                                                              | Yaoundé                                                                | Gabon                                                                  | 2 – 2                                                                  | Marocco                                                                | Coppa d'Africa 2021 - 1º turno                                         | -                                                                      | 89’                                                                    |
| 29-3-2022                                                              | Casablanca                                                             | Marocco                                                                | 4 – 1                                                                  | RD del Congo                                                           | Qual. Mondiali 2022                                                    | 2                                                                      |                                                                        |
| 1-6-2022                                                               | Cincinnati                                                             | Stati Uniti                                                            | 3 – 0                                                                  | Marocco                                                                | Amichevole                                                             | -                                                                      | 80’                                                                    |
| 9-6-2022                                                               | Rabat                                                                  | Marocco                                                                | 2 – 1                                                                  | Sudafrica                                                              | Qual. Coppa d'Africa 2023                                              | -                                                                      | 60’                                                                    |
| 13-6-2022                                                              | Casablanca                                                             | Liberia                                                                | 0 – 2                                                                  | Marocco                                                                | Qual. Coppa d'Africa 2023                                              | -                                                                      | 65’                                                                    |
| 23-9-2022                                                              | Cornellà de Llobregat                                                  | Marocco                                                                | 2 – 0                                                                  | Cile                                                                   | Amichevole                                                             | -                                                                      | 67’                                                                    |
| 27-9-2022                                                              | Siviglia                                                               | Paraguay                                                               | 0 – 0                                                                  | Marocco                                                                | Amichevole                                                             | -                                                                      | 64’                                                                    |
| 17-11-2022                                                             | Sharja                                                                 | Marocco                                                                | 3 – 0                                                                  | Georgia                                                                | Amichevole                                                             | -                                                                      | 46’                                                                    |
| 23-11-2022                                                             | Al Khawr                                                               | Marocco                                                                | 0 – 0                                                                  | Croazia                                                                | Mondiali 2022 - 1º turno                                               | -                                                                      | 81’                                                                    |
| 27-11-2022                                                             | Doha                                                                   | Belgio                                                                 | 0 – 2                                                                  | Marocco                                                                | Mondiali 2022 - 1º turno                                               | -                                                                      | 77’                                                                    |
| 1-12-2022                                                              | Doha                                                                   | Canada                                                                 | 1 – 2                                                                  | Marocco                                                                | Mondiali 2022 - 1º turno                                               | -                                                                      | 75’                                                                    |
| 6-12-2022                                                              | Al Rayyan                                                              | Marocco                                                                | 0 – 0 dts (3 – 0 dtr)                                                  | Spagna                                                                 | Mondiali 2022 - Ottavi di finale                                       | -                                                                      | 120’                                                                   |
| 10-12-2022                                                             | Doha                                                                   | Marocco                                                                | 1 – 0                                                                  | Portogallo                                                             | Mondiali 2022 - Quarti di finale                                       | -                                                                      |                                                                        |
| 14-12-2022                                                             | Al Khor                                                                | Francia                                                                | 2 – 0                                                                  | Marocco                                                                | Mondiali 2022 - Semifinale                                             | -                                                                      |                                                                        |
| 17-12-2022                                                             | Al Rayyan                                                              | Croazia                                                                | 2 – 1                                                                  | Marocco                                                                | Mondiali 2022 - Finale 3º posto                                        | -                                                                      | 56’ 89’                                                                |
| 25-3-2023                                                              | Tangeri                                                                | Marocco                                                                | 2 – 1                                                                  | Brasile                                                                | Amichevole                                                             | -                                                                      | 64’                                                                    |
| 12-9-2023                                                              | Lens                                                                   | Marocco                                                                | 1 – 0                                                                  | Burkina Faso                                                           | Amichevole                                                             | 1                                                                      | 86’                                                                    |
| 14-10-2023                                                             | Abidjan                                                                | Costa d'Avorio                                                         | 1 – 1                                                                  | Marocco                                                                | Amichevole                                                             | -                                                                      | 90+4’                                                                  |
| 17-10-2023                                                             | Agadir                                                                 | Marocco                                                                | 3 – 0                                                                  | Liberia                                                                | Qual. Coppa d'Africa 2023                                              | -                                                                      | 65’                                                                    |
| 11-1-2024                                                              | San-Pédro                                                              | Marocco                                                                | 3 – 1                                                                  | Sierra Leone                                                           | Amichevole                                                             | -                                                                      | 75’                                                                    |
| 17-1-2024                                                              | San-Pédro                                                              | Marocco                                                                | 3 – 0                                                                  | Tanzania                                                               | Coppa d'Africa 2023 - 1º turno                                         | 1                                                                      | 81’                                                                    |
| 21-1-2024                                                              | San-Pédro                                                              | Marocco                                                                | 1 – 1                                                                  | RD del Congo                                                           | Coppa d'Africa 2023 - 1º turno                                         | -                                                                      | 80’                                                                    |
| 24-1-2024                                                              | San-Pédro                                                              | Zambia                                                                 | 0 – 1                                                                  | Marocco                                                                | Coppa d'Africa 2023 - 1º turno                                         | -                                                                      | 84’                                                                    |
| 30-1-2024                                                              | San-Pédro                                                              | Marocco                                                                | 0 – 2                                                                  | Sudafrica                                                              | Coppa d'Africa 2023 - Ottavi di finale                                 | -                                                                      |                                                                        |
| 22-3-2024                                                              | Agadir                                                                 | Marocco                                                                | 1 – 0                                                                  | Angola                                                                 | Amichevole                                                             | -                                                                      | 65’                                                                    |
| 26-3-2024                                                              | Agadir                                                                 | Marocco                                                                | 0 – 0                                                                  | Mauritania                                                             | Amichevole                                                             | -                                                                      | 64’                                                                    |
| 7-6-2024                                                               | Agadir                                                                 | Marocco                                                                | 2 – 1                                                                  | Zambia                                                                 | Qual. Mondiali 2026                                                    | -                                                                      | 78’                                                                    |
| 11-6-2024                                                              | Agadir                                                                 | Rep. del Congo                                                         | 0 – 6                                                                  | Marocco                                                                | Qual. Mondiali 2026                                                    | 1                                                                      | 68’                                                                    |
| 6-9-2024                                                               | Agadir                                                                 | Marocco                                                                | 4 – 1                                                                  | Gabon                                                                  | Qual. Coppa d'Africa 2025                                              | -                                                                      | 75’                                                                    |
| 9-9-2024                                                               | Agadir                                                                 | Lesotho                                                                | 0 – 1                                                                  | Marocco                                                                | Qual. Coppa d'Africa 2025                                              | -                                                                      | 70’                                                                    |
| 12-10-2024                                                             | Oujda                                                                  | Marocco                                                                | 5 – 0                                                                  | Rep. Centrafricana                                                     | Qual. Coppa d'Africa 2025                                              | 2                                                                      |                                                                        |
| 15-10-2024                                                             | Oujda                                                                  | Rep. Centrafricana                                                     | 0 – 4                                                                  | Marocco                                                                | Qual. Coppa d'Africa 2025                                              | -                                                                      |                                                                        |
| 15-11-2024                                                             | Franceville                                                            | Gabon                                                                  | 1 – 5                                                                  | Marocco                                                                | Qual. Coppa d'Africa 2025                                              | -                                                                      | 79’                                                                    |
| 19-11-2024                                                             | Oujda                                                                  | Marocco                                                                | 7 – 0                                                                  | Lesotho                                                                | Qual. Coppa d'Africa 2025                                              | -                                                                      | 46’                                                                    |
| 21-3-2025                                                              | Oujda                                                                  | Niger                                                                  | 1 – 2                                                                  | Marocco                                                                | Qual. Mondiali 2026                                                    | -                                                                      | 55’                                                                    |
| 25-3-2025                                                              | Oujda                                                                  | Marocco                                                                | 2 – 0                                                                  | Tanzania                                                               | Qual. Mondiali 2026                                                    | -                                                                      | 71’                                                                    |
| 6-6-2025                                                               | Fès                                                                    | Marocco                                                                | 2 – 0                                                                  | Tunisia                                                                | Amichevole                                                             | -                                                                      | 90+6’                                                                  |
| 9-6-2025                                                               | Fès                                                                    | Marocco                                                                | 1 – 0                                                                  | Benin                                                                  | Amichevole                                                             | -                                                                      |                                                                        |
| Totale                                                                 |                                                                        | Presenze                                                               | 40                                                                     |                                                                        | Reti                                                                   | 7                                                                      |                                                                        |